# Little Bit of Love
Little Bit of Love è un singolo del cantante britannico Tom Grennan, pubblicato l'8 gennaio 2021 come quarto estratto dal secondo album in studio Evering Road.

## Pubblicazione
Il cantante ha annunciato il lancio del singolo il 6 gennaio precedente tramite i canali social.

## Video musicale
Il video musicale, diretto da Keane Shaw, vede la partecipazione dell'attore Luke Kelly ed è stato reso disponibile il 15 gennaio 2021 tramite il canale YouTube dell'artista.

## Tracce
Download digitale – Acoustic
1. Little Bit of Love (Acoustic) – 3:36

Download digitale – Remixes
1. Little Bit of Love (Welshy Remix) – 3:15
2. Little Bit of Love (Madism Remix) – 2:54

## Successo commerciale
In seguito alla pubblicazione dell'album di provenienza, il singolo ha raggiunto la 13ª posizione della Official Singles Chart britannica con 20 827 copie vendute, divenendo la prima top twenty per Grennan. Due settimane dopo è diventata la prima top ten dell'artista, posizionandosi alla numero 10. Nella pubblicazione del 29 aprile 2021 è giunto alla 7ª posizione grazie a 30 580 copie.

## Classifiche

### Classifiche settimanali
| Classifica (2021) | Posizione massima |
| ----------------- | ----------------- |
| Australia         | 16                |
| Austria           | 21                |
| Belgio (Fiandre)  | 7                 |
| Corea del Sud     | 172               |
| Croazia           | 13                |
| Danimarca         | 39                |
| Francia           | 58                |
| Germania          | 53                |
| Irlanda           | 6                 |
| Islanda           | 21                |
| Nuova Zelanda     | 39                |
| Paesi Bassi       | 14                |
| Polonia           | 2                 |
| Regno Unito       | 7                 |
| Repubblica Ceca   | 76                |
| Romania           | 11                |
| Slovacchia        | 38                |
| Svezia            | 54                |
| Svizzera          | 24                |

### Classifiche di fine anno
| Classifica (2021) | Posizione |
| ----------------- | --------- |
| Australia         | 59        |
| Austria           | 45        |
| Belgio (Fiandre)  | 20        |
| Croazia           | 33        |
| Irlanda           | 18        |
| Paesi Bassi       | 48        |
| Polonia           | 11        |
| Regno Unito       | 20        |
| Svezia            | 88        |
| Svizzera          | 47        |
| Classifica (2022) | Posizione |
| Belgio (Fiandre)  | 184       |